# Elisabeth Meyer

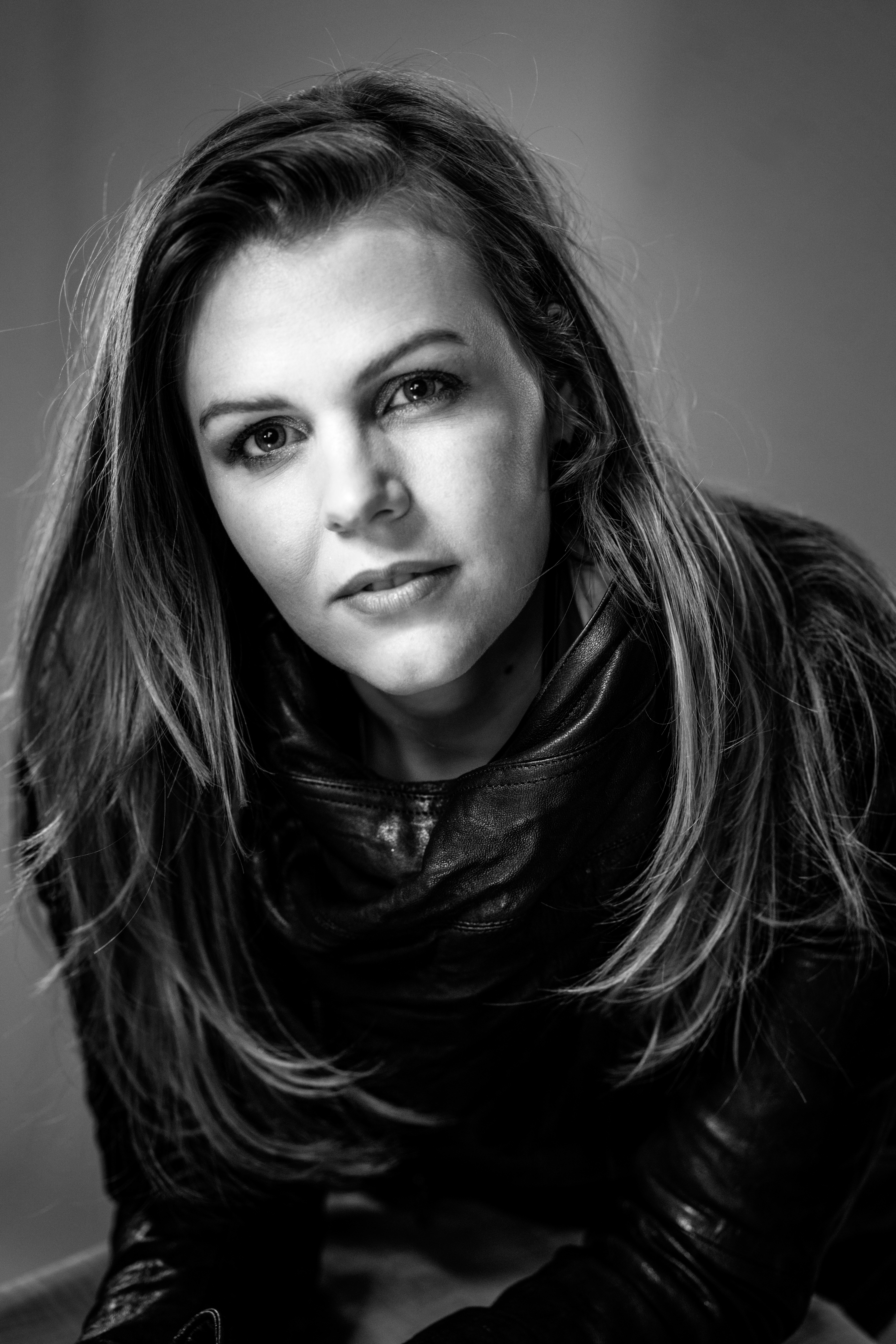
Elisabeth Meyer 2018.

Elisabeth Franziska Maria Meyer, född 14 februari 1987 i Västerleds församling i Stockholm, är en svensk-schweizisk operasångerska (sopran). Hon är gift med Linus Fellbom.
Meyer är uppväxt i Schweiz. Efter ett års studier på Kungliga Musikhögskolans klassiska sånglinje kom hon in på Operahögskolan där hon fortsatte sina studier och avlade examen 2010. Hon fortsatte sin utbildning vid Dutch National Opera Academy i Amsterdam och vid Internationales Opernstudio vid Opernhaus Zürich.
Meyer har mottagit ett stort antal stipendier, bland annat Swiss Student Singing Award 2008. Samma år erhöll hon Kungliga Musikaliska Akademiens nationella stipendium. År 2010 tilldelades hon Special Soloist-Prize. Hon har vidare fått Christina Nilsson-stipendiet 2009, Martin Öhman-stipendium 2011 och 2013 Richard Brodin-stipendiet från Kungliga Operan i Stockholm. Hon tilldelades under 2018 årets Birgit Nilssons stipendium och Stockholms stads kulturstipendium i kategorin Musikdramatik.

## Teaterroller
| År   | Roll               | Produktion                  | Regi           | Teater   |
| ---- | ------------------ | --------------------------- | -------------- | -------- |
| 2025 | Solveig Nordensson | Juloratoriet Göran Tunström | Linus Tunström | Dramaten |